# Brave (álbum de Marillion)
Brave es el séptimo álbum de estudio de Marillion, lanzado en 1994. Alcanzó el puesto número 10 en la lista de álbumes del Reino Unido, siendo el último de los álbumes de la banda en llegar al Top 10 en el Reino Unido hasta que FEAR alcanzó el número 4 en 2016.

## Antecedentes
Después de haber intentado llegar a un público más amplio con Holidays in Eden, un álbum más orientado al pop, y haber fallado, Marillion decide volver a sus raíces y realiza nuevamente un álbum más orientado al progresivo.
A mediados de los años ochenta, Steve Hogarth escuchó un llamamiento en nombre de la policía en una emisión de radio local sobre una adolescente que había sido encontrada vagando sola por el puente del Severn, en Inglaterra. Cuando la encontraron, se hallaba incapaz de comunicarse con aquellos que intentaban interrogarla (o decidió no hacerlo). Después de un tiempo, la policía tomó la decisión de hacer un llamado por radio para ver si alguien sabía quien era. Finalmente, la adolescente fue identificada por su familia y llevada de regreso a casa. Hogarth tomó nota de esto y lo mantuvo en mente durante muchos años hasta que Marillion comenzó a trabajar en lo que luego se convertiría en su álbum Brave .
La banda había escrito dos canciones "Living with the Big Lie" y "Runaway" cuando recordó a la chica del puente y el álbum comenzó a tomar forma en su mente. "Living with the Big Lie" es una canción sobre cómo las personas parecen acostumbrarse a las cosas hasta el punto de volverse totalmente insensibles y "Runaway" cataloga la difícil situación de una joven que intenta escapar de un hogar disfuncional. Hogarth le contó la historia a la banda y sugirió cómo las canciones podrían conectarse entre sí en un relato ficticio de una vida que ha atravesado problemas y horrores como el abuso sexual (un tema que era cada vez más reportado en los medios en ese momento), el aislamiento, la adicción a las drogas y el colapso, hasta el punto de considerar/intentar suicidarse.

## Grabación
La banda reclutó a Dave Meegan como productor. Meegan había trabajado anteriormente con ellos como ingeniero asistente en Fugazi (1984). EMI quería que la banda hiciera un "disco rápido" para obtener algunos ingresos, pero este proyecto se intensificó progresivamente, y la banda tardó nueve meses en escribirlo y producirlo, en parte gracias a Meegan, que revisaba "cada nueva cinta hecha en cada día" todas las noches para escuchar cualquier riff o melodía que sonara lo suficientemente bien como para incluirlo en el álbum. Brave fue escrito en el Racket Club, Buckinghamshire entre abril de 1992 y enero de 1993 y grabado entre febrero y septiembre de 1993.
Durante la grabación del disco, la banda se trasladó al castillo de Marouatte en Francia. La influencia de este entorno puede oírse a lo largo del álbum como, por ejemplo, en las atmósferas inquietantes que pinta. La banda utilizó, incluso, los sonidos de una cueva cercana como ambiente de fondo. 
Este concepto de grabación fue utilizado posteriormente por Radiohead, también pertenecientes al sello EMI, para su álbum OK Computer. Pasaron tres meses en total en Marouatte, pero en verano se trasladaron al Parr Street Studio de Liverpool para seguir grabando. Marillion pasó otros cuatro meses en Parr Street además de los tres meses que habían pasado en Marouatte. La mezcla del álbum se terminó en el Sarm West Studio en Londres.

## Lanzamiento
Se lanzaron tres sencillos del álbum: "The Great Escape" (sólo lanzado en Países Bajos en enero de 1994), "The Hollow Man" (lanzado en marzo de 1994, alcanzó el puesto número 30 en el Reino Unido), y "Alone Again in the Lap of Luxury" (lanzado en abril de 1994, ni siquiera llegó al Top 50).
La edición de doble disco de Brave en vinilo presenta un surco doble en el lado final del álbum, lo que proporciona dos finales a la historia de este álbum conceptual. El primer surco reproduce "The Great Escape" tal como se escucha en el CD, seguido de "Made Again", proporcionando el final feliz; el segundo surco reproduce "The Great Escape (Spiral Remake)" y 7 minutos de ruido de agua, proporcionando el final deprimente. "The Great Escape (Spiral Remake)" se incluyó más tarde como pista adicional en la reedición remasterizada, junto con un minuto de ruido de agua.
Richard Stanley dirigió una versión cinematográfica de 50 minutos de Brave que se estrenó el 6 de febrero de 1995. Esta película utiliza el final deprimente que presenta el segundo surco doble.

## En vivo
La gira Brave World Tour comenzó en Liverpool en el Royal Court Theatre el 20 de febrero de 1994 y finalizó con dos espectáculos en la Ciudad de México en septiembre del mismo año. En el Brave World Tour, la banda tocó su nuevo álbum de principio a fin, con Hogarth interpretando los personajes de las canciones. Esto significó, también, ponerse lápiz labial para interpretar a la chica en 'Goodbye to All That', atarse el cabello en coletas y que dos hombres usando pasamontañas lo arrastraran fuera del escenario al final de 'Hard as Love'. El baterista Ian Mosley dijo en 2018: "La atmósfera en los conciertos era como, 'Joder, ¿qué es todo esto?' Cuando subimos e hicimos el bis y tocamos canciones que no eran de Brave, fue un espectáculo completamente diferente. Podías ver a la gente suspirando de alivio". Han vuelto a tocar el álbum dos veces a lo largo de los años, tocándolo completo en 2002 y nuevamente en 2013 en sus Marillion Weekends.

## Recepción crítica
El álbum, que mezcla rock progresivo sinfónico clásico con rock estándar, fue clasificado por Raw como uno de los 20 mejores álbumes de 1994. En los 2000 fue seleccionado por Classic Rock como uno de los "30 mejores álbumes de los 90", y por la misma publicación en 2003 como uno de los "30 mejores álbumes conceptuales del rock".
"Perdimos muchos fanáticos con Brave", dijo Hogarth en 2018. "No fue bien recibido. Ahora todo el mundo mira atrás y dice: 'Qué gran álbum'. Pero nadie decía eso el día que salió". Rothery añadió: "Creo que pasaron al menos uno o dos años desde su lanzamiento para que la gente lo viera como lo que era".

## Lista de canciones
Toda la música por Steve Hogarth / Steve Rothery / Mark Kelly / Pete Trewavas / Ian Mosley. Todas las letras por Hogarth excepto donde se indique.

### Edición de vinilo
Lado uno
1. "Bridge" – 2:55
2. “Living with the Big Lie” – 6:46
3. "Runaway" (Hogarth/John Helmer) – 4:40
4. "Goodbye to All That" – 0:49

Lado dos
1. "Goodbye To All That (continued)" – 11:51
  1. "(i) Wave"
  2. "(ii) Loco"
  3. "(iii) Mad"
  4. "(iv) The Slide"
  5. "(v) Standing in the Swing"
2. “Hard as Love” (Hogarth/Helmer) – 6:41
3. "The Hollow Man" – 4:08

Lado tres
1. "Alone Again in the Lap of Luxury" – 8:13
  1. "(i) Now wash your hands"
2. “Paper Lies” (Hogarth/Helmer) – 5:47
3. "Brave" – 7:56

Lado cuatro, surco uno
1. "The Great Escape" (Hogarth/Helmer) – 6:30
  1. "(i) The Last of You"
  2. "(ii) Fallin' from the Moon"
2. "Made Again" (Helmer) – 5:02

Lado cuatro, surco dos
1. "The Great Escape (Spiral Remake)" (Hogarth/Helmer) – 4:38
2. "[unlisted water noises]" – 6:54

### Edición en CD
1. "Bridge" – 2:52
2. “Living with the Big Lie” – 6:46
3. "Runaway" – 4:41
4. "Goodbye to All That" – 12:26
  1. "i) Wave"
  2. "ii) Mad"
  3. "iii) The Opium Den"
  4. "iv) The Slide"
  5. "v) Standing in the Swing"
5. "Hard as Love" – 6:42
6. "The Hollow Man" – 4:08
7. "Alone Again in the Lap of Luxury" – 8:13
  1. "i) Now Wash Your Hands"
8. “Paper Lies” – 5:49
9. "Brave" – 7:54
10. "The Great Escape" – 6:29
  1. "i) The Last of You"
  2. "ii) Fallin' from the Moon"
11. "Made Again" – 5:02

### Pistas adicionales del CD remasterizado
1. “The Great Escape” (versión orquestal) – 5:18
2. "Marouatte Jam" – 9:44
3. "The Hollow Man" (acústica) – 4:10
4. "Winter Trees" – 1:47
5. "Alone Again in the Lap of Luxury" (acústica) – 2:43
6. "Runaway" (acústica) – 4:27
7. "Hard as Love" (instrumental) – 6:48
8. “Living with the Big Lie” (demo) – 5:12
9. "Alone Again in the Lap of Luxury" (demo) – 3:17
10. "Dream Sequence" (demostración) – 2:36
11. "The Great Escape" (remake de spiral) – 5:48

El segundo CD también incluye una pista oculta. Unos 26 minutos después de "The Great Escape" hay una grabación "instrumental" de "The Entertainer " de Scott Joplin, seguida por un fragmento de charla en el estudio.

## Formatos y reediciones
El álbum fue lanzado originalmente en casete, vinilo doble y CD. En 1998, como parte de una serie de los primeros ocho álbumes de estudio de Marillion, EMI relanzó Brave con sonido remasterizado y un segundo disco que contenía material extra, mencionado anteriormente. Posteriormente, la edición remasterizada también estuvo disponible sin el disco extra.
En mayo de 2013, EMI lanzó una nueva edición de vinilo de 180 gramos. Era idéntico al lanzamiento original en vinilo de 1994 e incluía el lado 4 con doble ranura.
Brave fue reeditado en 2018 como el segundo de una serie de ediciones de lujo de los ocho álbumes que la banda hizo para EMI entre 1982 y 1995. Está disponible en formato de box set de 4 CD/Blu-Ray y vinilo de 5 LP, ambos publicados por Parlophone / RHINO el 9 de marzo. La versión CD/BD incluye la mezcla estéreo original, nuevas mezclas estéreo y 5.1, y la actuación en vivo completa de París en abril de 1994, previamente publicada parcialmente en Made Again, recientemente mezclada por Michael Hunter. El set de vinilo incluye la nueva mezcla estéreo y la grabación del show de París. El remix fue realizado por Steven Wilson, quien es amigo de la banda.

## Personal
Marillion
- Steve Hogarth – voz, teclados adicionales y percusión, coros
- Steve Rothery – guitarras
- Mark Kelly – teclados, coros
- Pete Trewavas – bajo, coros
- Ian Mosley – batería

Músicos adicionales
- Tony Halligan – pipas Uilleann
- Filarmónica de Liverpool – violonchelos y flauta
- Darryl Way – arreglo orquestal en “Fallin’ from the Moon”

Técnico
- Dave Meegan – productor, ingeniero
- Chris Hedge – ingeniero asistente
- Michael Hunter – ingeniero asistente
- Steven Wilson – remezcla de 2018